# Centranthera tranquebarica
Centranthera tranquebarica là loài thực vật có hoa thuộc họ Cỏ chổi. Loài này được (Spreng.) Merr. mô tả khoa học đầu tiên năm 1942.